# Кыпа-Чатылькы (приток Чатылькы, притока Контылькы)
Кыпа-Чатылькы (устар. Малый Чадый-Кы) — река в России, протекает по территории Туруханского района Красноярского края. Устье реки находится в 18 км по левому берегу реки Чатылькы. Длина реки составляет 19 км.

## Данные водного реестра
По данным государственного водного реестра России относится к Нижнеобскому бассейновому округу, водохозяйственный участок реки — Таз. Речной бассейн реки — Таз.
Код объекта в государственном водном реестре — 15050000112115300063839.